# Universiteit van Tohoku

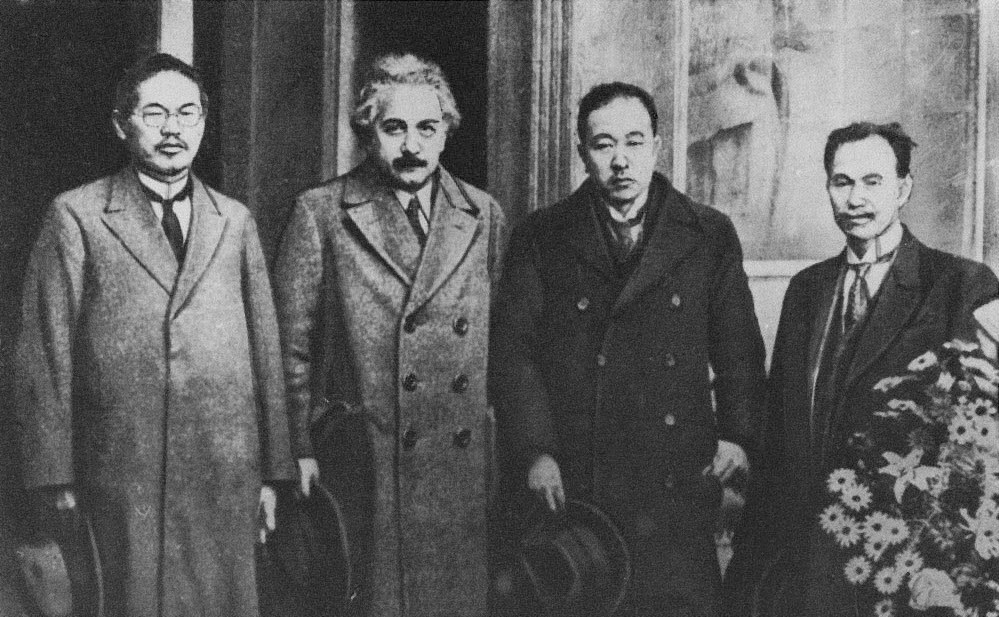
Albert Einstein bezocht de Keizerlijke Universiteit van Tohoku in 1922.

De Universiteit van Tohoku (Japans: 東北大学, Romaji: Tōhoku Daigaku) is een openbare onderzoeksuniversiteit in Sendai in de  Japanse prefectuur Miyagi. In de volksmond wordt de universiteit aangeduid als Tohokudai (東北大, Tōhokudai) of Tonpei (トンペイ, Tompei).
De universiteit werd opgericht in 1907 als de derde van de Keizerlijke Universiteiten, na de Universiteit van Tokio en de Universiteit van Kyoto. Aanvankelijk richtte zij zich op de natuurwetenschappen en geneeskunde, maar later werd het aanbod uitgebreid met studies in de geesteswetenschappen.
In 2016 telde de Universiteit van Tohoku 10 faculteiten, 16 graduate schools en 6 onderzoeksinstituten, met in totaal 17.885 ingeschreven studenten.
De drie kernwaarden van de universiteit zijn:
- Onderzoek op de eerste plaats (研究第一主義)
- Open deuren (門戸開放)
- Praktijkgerichte studie en onderwijs (実学尊重)